# Transistor

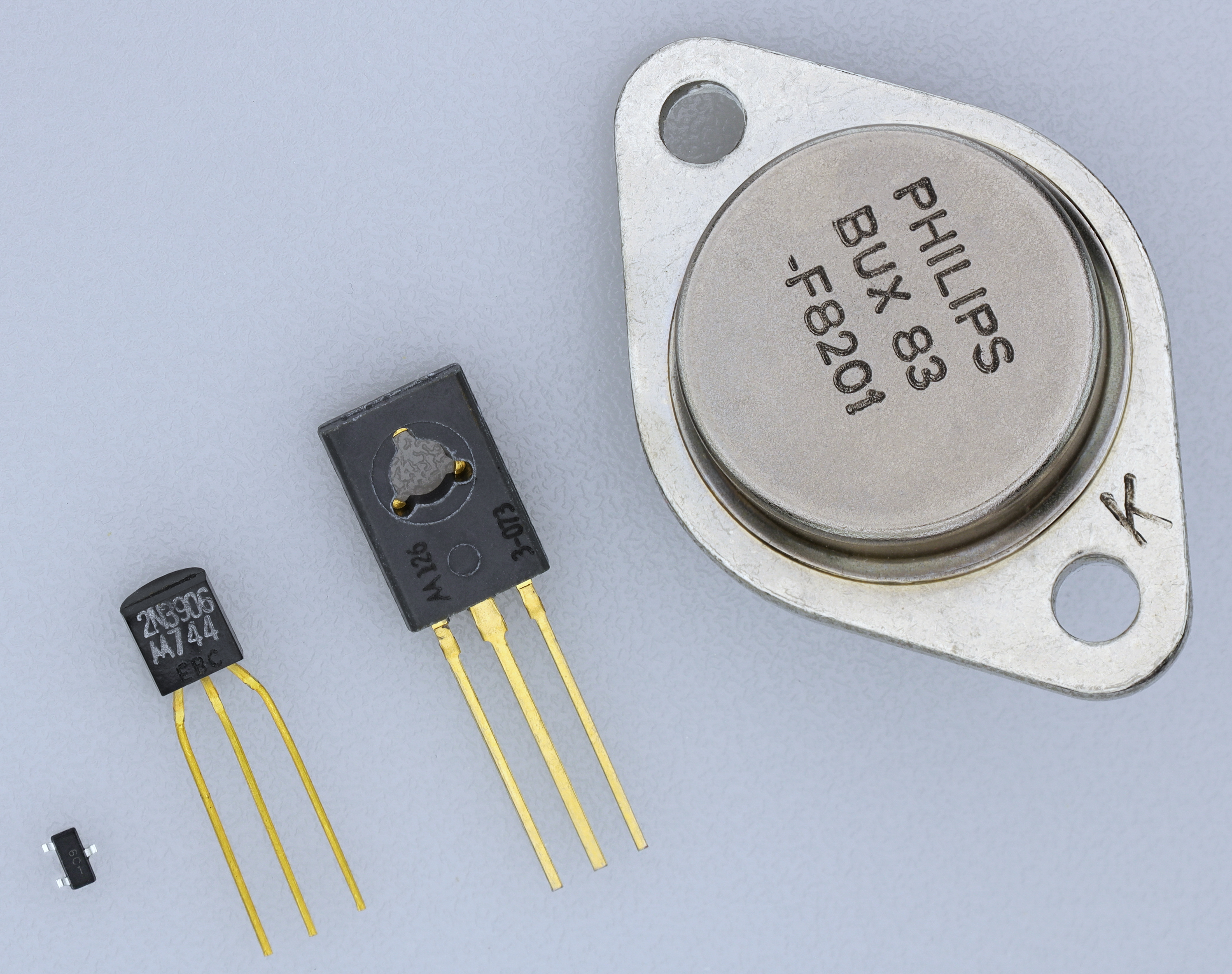
Voorbeelden van transistors

Een transistor (samentrekking v. Eng. transfer en resistor, = lett.: overdrachtsweerstand) is een halfgeleidercomponent met meestal drie aansluitingen. Als elektronisch onderdeel dient een transistor onder meer als versterkend of schakelend element in een elektronische schakeling. Transistors kunnen afmetingen hebben van enkele nanometers tot meerdere centimeters.
Een transistor als los onderdeel bestaat uit een kristal van een halfgeleider in een afgesloten omhulling van metaal of kunststof.

Symbool

Er zijn in het algemeen drie aansluitingen (elektroden): de emitter E, de collector C en de basis B. In de gemeenschappelijke emitterschakeling wordt aan een daarvan (de basis) het te versterken signaal toegevoerd. Aan de tweede (de collector) kan het versterkte signaal worden onttrokken. De derde aansluiting (de emitter) is voor beide signalen gemeenschappelijk.
Een transistor dient vooral om elektronische signalen te versterken of te schakelen. De transistor is de fundamentele bouwsteen van computers en vele andere elektronische schakelingen. Soms worden transistors gebruikt als afzonderlijke componenten, maar hoofdzakelijk komen ze voor als fundamentele bouwsteen van geïntegreerde schakelingen.

## Geschiedenis

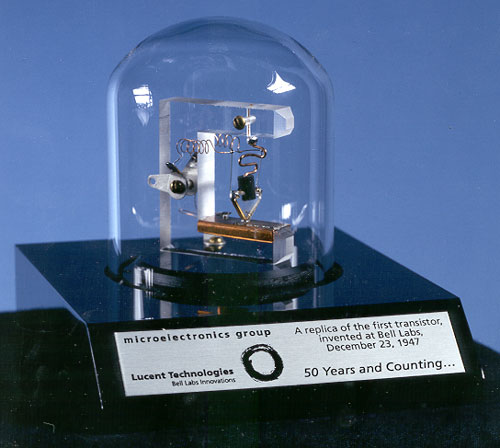
Een replica van de eerste werkende transistor van Bell Labs

De natuurkundige Julius Edgar Lilienfeld had in 1923 de eerste werkende transistor gebouwd en in 1925 een patent voor de eerste transistor in Canada aangevraagd in een apparaat dat volgens de beschrijving overeenkomt met een FET (veldeffecttransistor). Hij heeft echter geen onderzoeksartikelen geschreven over deze transistor. In 1934 heeft de Duitse uitvinder Oskar Heil een patent gekregen voor een vergelijkbaar apparaat.

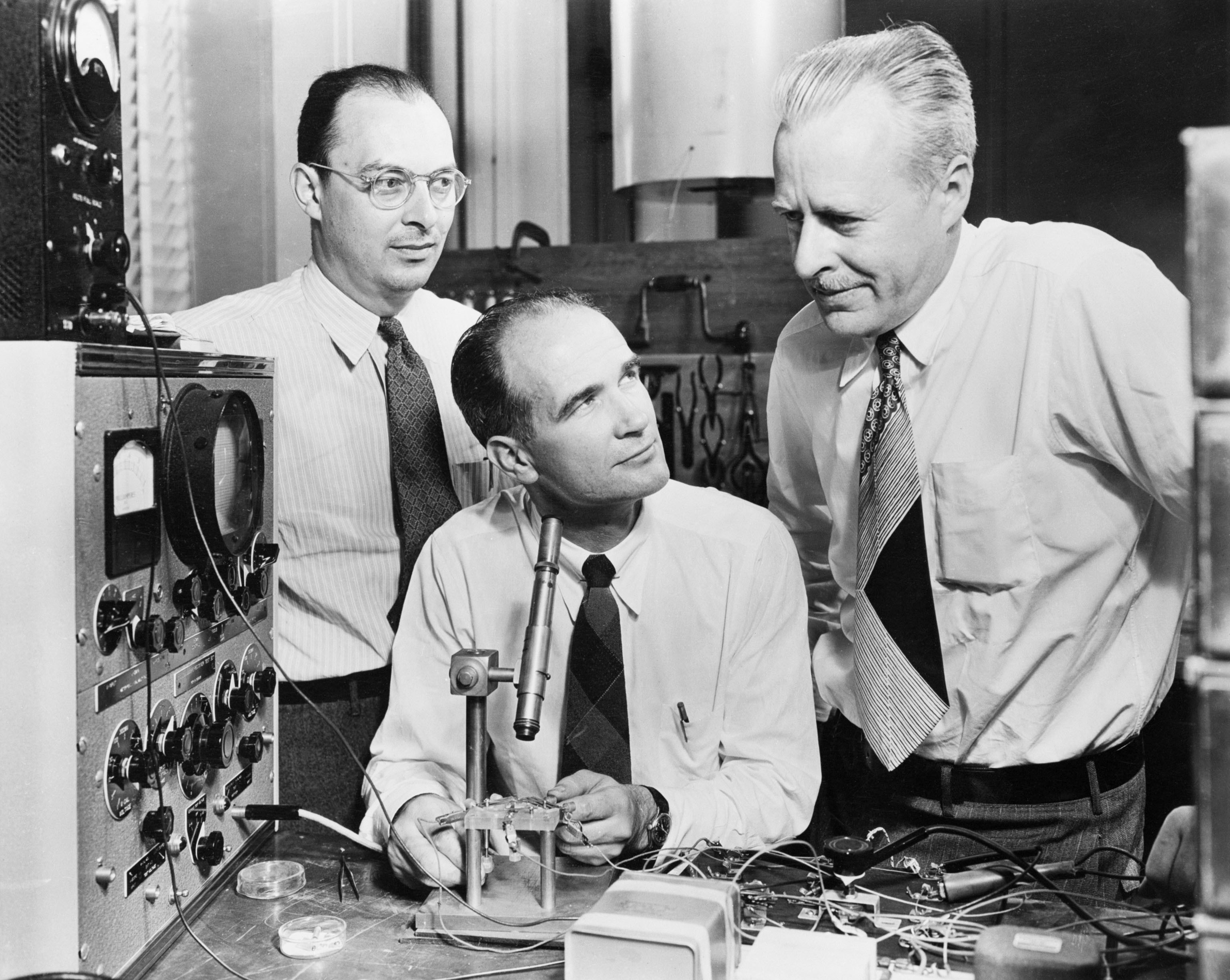
John Bardeen, William Shockley en Walter Brattain in Bell Labs, 1948.

Volgens de wetenschapshistoricus Robert Arns heeft Bell Labs juridische documentatie waaruit blijkt dat William Shockley en Gerald Pearson werkende apparaten hebben kunnen bouwen die gebaseerd waren op Lilienfelds patenten zonder eraan te refereren in wetenschappelijke publicaties.
In 1947 ontdekten John Bardeen en Walter Brattain in Bell Labs van AT&T in de Verenigde Staten dat wanneer elektrische contacten aan een germaniumkristal werden bevestigd, de elektrische stroom aan de uitgang groter werd afhankelijk van een kleine ingangsstroom. De leider van de groep Vastestoffysica William Shockley onderkende het belang van deze ontdekking en binnen de volgende maanden werd zeer veel werk verzet om de kennis over halfgeleiders uit te breiden en daarom wordt hij aangezien als de "vader van de transistor". De term "transistor" werd bedacht door John R. Pierce.
De eerste op silicium gebaseerde transistor werd geproduceerd door Texas Instruments in 1954. Dit was het werk van Gordon Teal, een expert in het produceren van zeer zuivere kristallen, die daarvoor bij Bell Labs werkzaam was.
De eerste MOS-transistor (Metal-Oxide-Semiconductor) werd gebouwd door Kahng en Atalla bij Bell Labs.
In 1956 kregen Bardeen, Brattain en Shockley de Nobelprijs voor Natuurkunde voor hun onderzoek naar halfgeleiders en de ontdekking van het transistoreffect.

## Naamgeving
De naam transistor is volgens een technisch memorandum van Bell Labs uit 1948 een samentrekking van de Engelse woorden transfer, of transconductance (overdracht) en varistor (variabele weerstand, variable resistor), bedacht door John R. Pierce, een collega van Bardeen, die sciencefictionboeken schreef (Bardeen ca. 1965, priv. comm.). Volgens Pierce zelf is de naam een verkorting van de term transresistance, de pendant van transconductance van elektronenbuizen en in lijn met termen als varistor, resistor en thermistor.
In het jargon van elektronici spreekt men van 'tor' en 'torren'.

## Uitvoeringen
| Bipolaire NPN-transistor |  | Bipolaire PNP-transistor |
| Bipolaire NPN-transistor |  | Bipolaire PNP-transistor |

Er zijn twee basistypen transistors: de oorspronkelijke bipolaire transistor en de veldeffecttransistor (FET). De eerste wordt gestuurd door middel van een stroompje en de tweede door middel van een spanning. Elk type heeft weer twee constructies, afhankelijk van waar men van uitgaat, het n- of het p-gedoteerd materiaal. Voor het bipolaire type zijn er PNP- en NPN-transistors, van de FETs zijn er n- respectievelijk p-kanaaluitvoeringen. De stromen en spanningen zijn tegengesteld aan elkaar. Daarnaast is er ook de zogenaamde unijunctiontransistor, bestaande uit een kanaal van n- of p-gedoteerd materiaal, waarop een pn-overgang is aangebracht.
Transistors hebben drie aansluitingen met elk een eigen functie en een eigen naam.
Voor een bipolaire transistor zijn dat:
1. basis (B),
2. emitter (E) en
3. collector (C).

Voor een veldeffecttransistor zijn dat:
1. gate (G),
2. source (S) en
3. drain (D).

## Werking

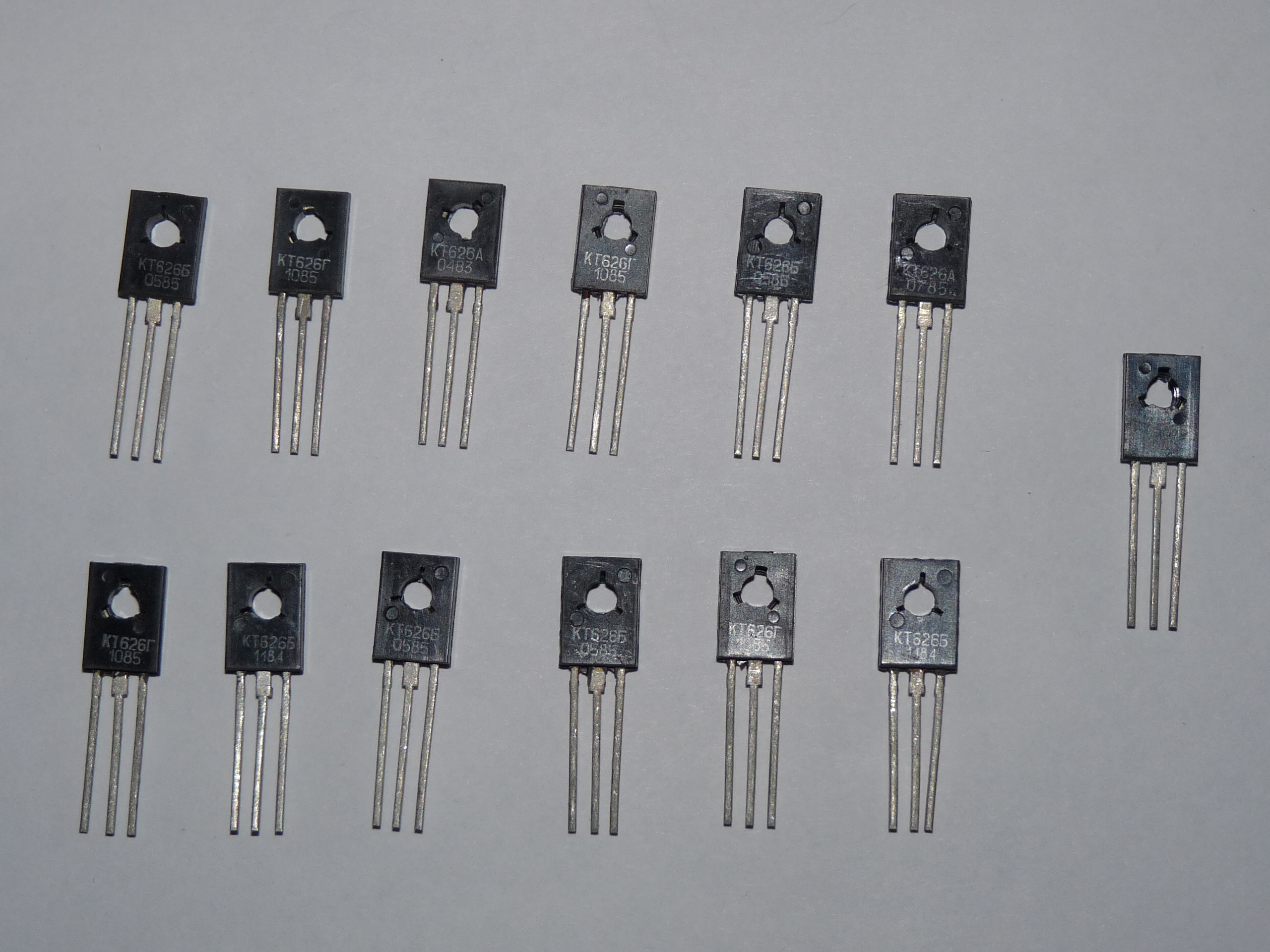
Russische transistors

#### Bipolaire transistor
Een transistor op zich kan geen stromen of spanningen opwekken. Wel kan een transistor stromen versterken. De werking kan het gemakkelijkst verklaard worden door de transistor op te nemen in een eenvoudig circuit, zie de illustratie.

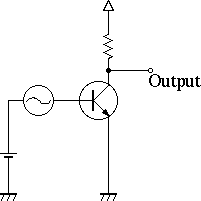
Gemeenschappelijke emitterschakeling

Tussen de basis en de emitter van een transistor bevindt zich een overgangslaag waarvan de doorlaatbaarheid voor elektrische stroom beïnvloed kan worden door het variëren van een potentiaalverschil tussen basis en emitter. Bij toenemende spanning {\displaystyle U_{b}} gaat een (relatief kleine) stroom {\displaystyle I_{b}} van de basis naar de emitter van de transistor lopen. Daardoor worden ladingsdragers in de uitputtingszone gebracht, zodat bij een voldoende spanning ({\displaystyle U}) tussen collector en emitter er een stroom door dat deel van de transistor van de collector naar de emitter gaat lopen. Die stroom (collectorstroom) is afhankelijk van de basisstroom en is een veelvoud daarvan. Op deze wijze is de transistor op te vatten als een stroomversterker (stroomregelaar). De stroomversterkingsfactor wordt vaak aangegeven met het symbool {\displaystyle \beta } ( {\displaystyle =I_{c}/I_{b}}) of {\displaystyle H_{fe}} en kan, afhankelijk van het type transistor, tussen 20 en 800 bedragen.
Er is echter een maximum aan de grootte van {\displaystyle I_{b}} en {\displaystyle I_{c}}, als dat bereikt wordt, is de transistor 'in verzadiging'. De spanningsval is gering (typisch 0,4 V), dus ook de warmteontwikkeling in de transistor. Indien ervoor wordt gezorgd dat {\displaystyle I_{b}} varieert buiten maximum en minimum stroom, kent de transistor twee toestanden zoals een schakelaar: die van geleiding en van niet-geleiding. Op die manier kan de schakeling als binair bouwelement van een digitaal systeem gebruikt worden, maar ook als schakelaar van grote stromen.

##### Voorbeeld
Een transistor in een schakeling als stroomversterker. De curves {\displaystyle U_{b}}(basis), {\displaystyle I_{b}}(basis) en {\displaystyle I_{c}}(collector) geven ter illustratie een tijdsafhankelijk verloop aan: {\displaystyle U} is spanning, {\displaystyle I} is stroom. Aan de basis wordt een ingangssignaal aangeboden: een spanning {\displaystyle U_{b}}, die een ingangsstroom {\displaystyle I_{b}} veroorzaakt. Daardoor komt de transistor "in geleiding": het geleidingsvermogen van het circuit van batterij, weerstand {\displaystyle R_{c}} en van collector naar emitter, neemt toe, waardoor de stroom {\displaystyle I_{c}} kan gaan vloeien. Met een kleine stuurstroom {\displaystyle I_{b}} kan een veel grotere stroom {\displaystyle I_{c}} worden geregeld.

#### Fototransistor
Een fototransistor is een bipolaire transistor waarvan de pn-overgang tussen basis en emitter voor licht toegankelijk is. Sturing vindt hier plaats door het invallende licht.

#### Veldeffecttransistor
Een kleine stuurspanning op de gate van een veldeffecttransistor (field-effect transistor, FET) beïnvloedt de weerstand van het kanaal tussen source en drain, waardoor de grotere stromen die in dit kanaal kunnen lopen geregeld kunnen worden. Een essentieel verschil tussen een bipolaire transistor en een FET is dat bij de bipolaire transistor de collectorstroom wordt geregeld door een stroom (door de basis van de transistor), terwijl bij de FET de sourcestroom wordt geregeld door een spanning (op de gate).

## Toepassing

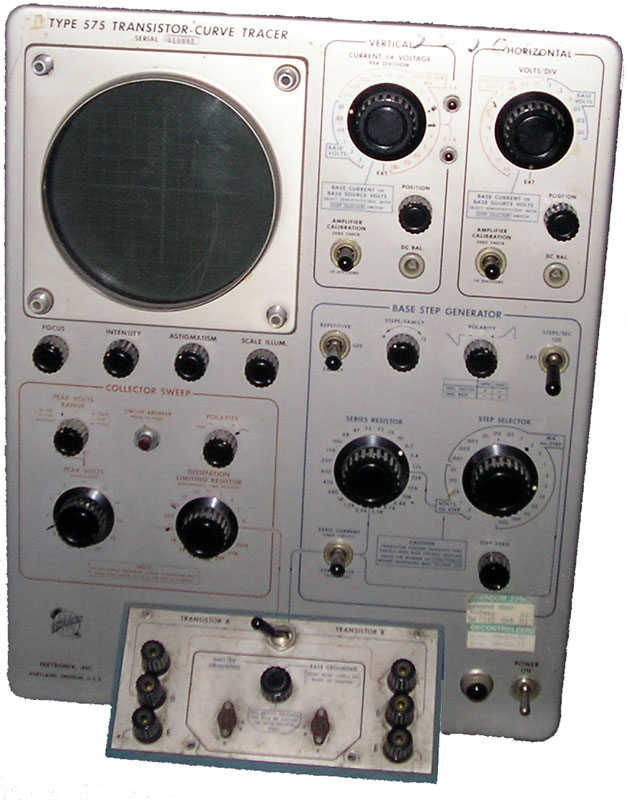
Transistor-curvetracer, apparaat om transistors mee te onderzoeken en grafieken te tekenen.

Geïntegreerde schakelingen (soms ook chips genoemd) zijn opgebouwd met (soms miljarden) transistors als basis. In digitale chips worden transistors niet als analoge versterker gebruikt, maar als elektronische schakelaars.
Vóór de uitvinding van de transistor gebruikte men elektronenbuizen of relais voor dit soort toepassingen. Sommige computers bestonden toen uit een hele kamer vol elektronenbuizen. Aangezien elk van die buizen een beperkte levensduur had, moest er geregeld een buis vervangen worden en moesten delen van berekeningen weer over gedaan worden. Voor telefooncentrales die met relais gebouwd werden golden vergelijkbare problemen.

## Bouwvormen
Naast de conventionele transistors met aansluitdraden (Engels: through-hole transistors) worden de laatste jaren vooral veel SMD-transistors toegepast. SMD-componenten nemen veel minder ruimte in op een printplaat en er hoeven geen gaatjes te worden geboord in de printplaat om de SMD-componenten te bevestigen.

## Koeling
Transistors moeten de warmte die tijdens het bedrijf ontstaat, kunnen afvoeren. Bij de kleine transistors in TO-18-, TO-39- en TO-92-behuizingen valt de warmte die door dissipatie wordt opgewekt, meestal wel mee, maar met name bij de zogenoemde vermogenstransistors kunnen de stromen (en daardoor dus ook de vermogens) zodanig groot worden, dat een koelplaat moet worden gebruikt om de warmte af te geven aan de lucht. Behalve de stroom is ook de frequentie waar de transistor op werkt een factor in de warmteontwikkeling, bijvoorbeeld bij computerprocessoren door de grote aantallen geïntegreerde transistors.
Als alleen een koelplaat onvoldoende is, kan het noodzakelijk zijn ook een ventilator te gebruiken. Dit wordt geforceerde koeling genoemd. Deze wordt bijvoorbeeld toegepast bij de ventilator van de processor in een computer.
Voor het berekenen van een koellichaam gaan we als volgt te werk: Het temperatuurverschil tussen junctie j en omgeving a is
{\displaystyle T'_{\text{(j-a)}}=P\times R_{\text{th(j-a)}}},
met T' = temperatuur in kelvin = graden Celsius + 273,15), P het gedissipeerd vermogen en {\displaystyle R_{\text{th}}} de thermische weerstand. De omgevingstemperatuur moet hier nog bij opgeteld worden en het totaal moet dan lager zijn dan de maximaal toegelaten junctietemperatuur (voor silicium ongeveer 150 tot 200 graden Celsius). Volgt uit de berekening dat Tj te hoog wordt, dan moet een koelplaat worden toegepast. Het thermisch circuit bestaat dan uit drie in serie geschakelde weerstanden {\displaystyle R_{\text{th(j-m)}}}, {\displaystyle R_{\text{th(m-h)}}} en {\displaystyle R_{\text{th(h-a)}}}. Dit zijn respectievelijk de thermische weerstand van junctie naar huis of montageplaat (mounting base), van behuizing naar koellichaam (heat sink) en van koellichaam naar omgeving (ambient = lucht). Bij gebruik van een isolatieplaatje (bijvoorbeeld mica) moet ook hiervan de thermische weerstand {\displaystyle R_{\text{th(i)}}} in rekening worden gebracht. De vereiste {\displaystyle R_{\text{th(h-a)}}} wordt berekend met de vergelijking:
{\displaystyle R_{\text{th(h-a)}}={\frac {T_{j({\text{max}})}-T_{\text{a}}}{P}}-R_{\text{th(j-m)}}-R_{\text{th(i)}}-R_{\text{th(m-h)}}}
Voorbeelden van praktische warmteweerstanden: een TO-3 behuizing die met twee M3-bouten direct is gemonteerd zonder geleidende pasta levert een {\displaystyle R_{\text{th(m-h)}}} ~ 0,6 K/W. Met pasta wordt dat ~ 0,1 K/W en met een micaplaatje respectievelijk 1 K/W en 0,3 K/W. Standaard printmateriaal met een koperoppervlak van 50 × 50 mm, koperdikte 35 µm heeft een {\displaystyle R_{\text{th(m-a)}}} ~ 50 K/W als de transistor aan de isolerende zijde is gemonteerd.
Voor de diverse koellichamen wordt de thermische weerstand door de fabrikant opgegeven, die neemt op groter hoogte toe. Een koellichaam dient bij voorkeur in verticale stand te worden gemonteerd om de luchtstroom die door de warmteafgifte wordt veroorzaakt zo weinig mogelijk te hinderen. Voor blanke oppervlakken is de thermische weerstand 10 à 15% hoger. Bij horizontale opstelling moet met 15 à 20% hogere waarden worden gerekend.

### Rekenvoorbeeld
Een berekening van de maximale warmteweerstand {\displaystyle \mathrm {R_{th(h-a)}} } (koelplaat-omgeving).
{\displaystyle T_{\text{j(max)}}} (sperlaag) = 160 °C
{\displaystyle T_{\text{a}}} (omgeving) = max 40 °C
{\displaystyle P_{\text{dissipatie}}} = 8 watt
{\displaystyle R_{\text{th(c-h)}}} (behuizing - koellichaam) = 3 °C/W
{\displaystyle R_{\text{th(j-c)}}} (sperlaag-behuizing) = 4 °C/W, dan
{\displaystyle R_{\text{th(h-a)}}={\frac {D_{\text{t}}}{P_{\text{v}}}}-R_{\text{th(j-m)}}-R_{\text{th(i)}}={\frac {160-40}{8}}-3-4=8} °C / W